# Äskekärr
Ej att förväxla med byn Äskekärr i Ale kommun

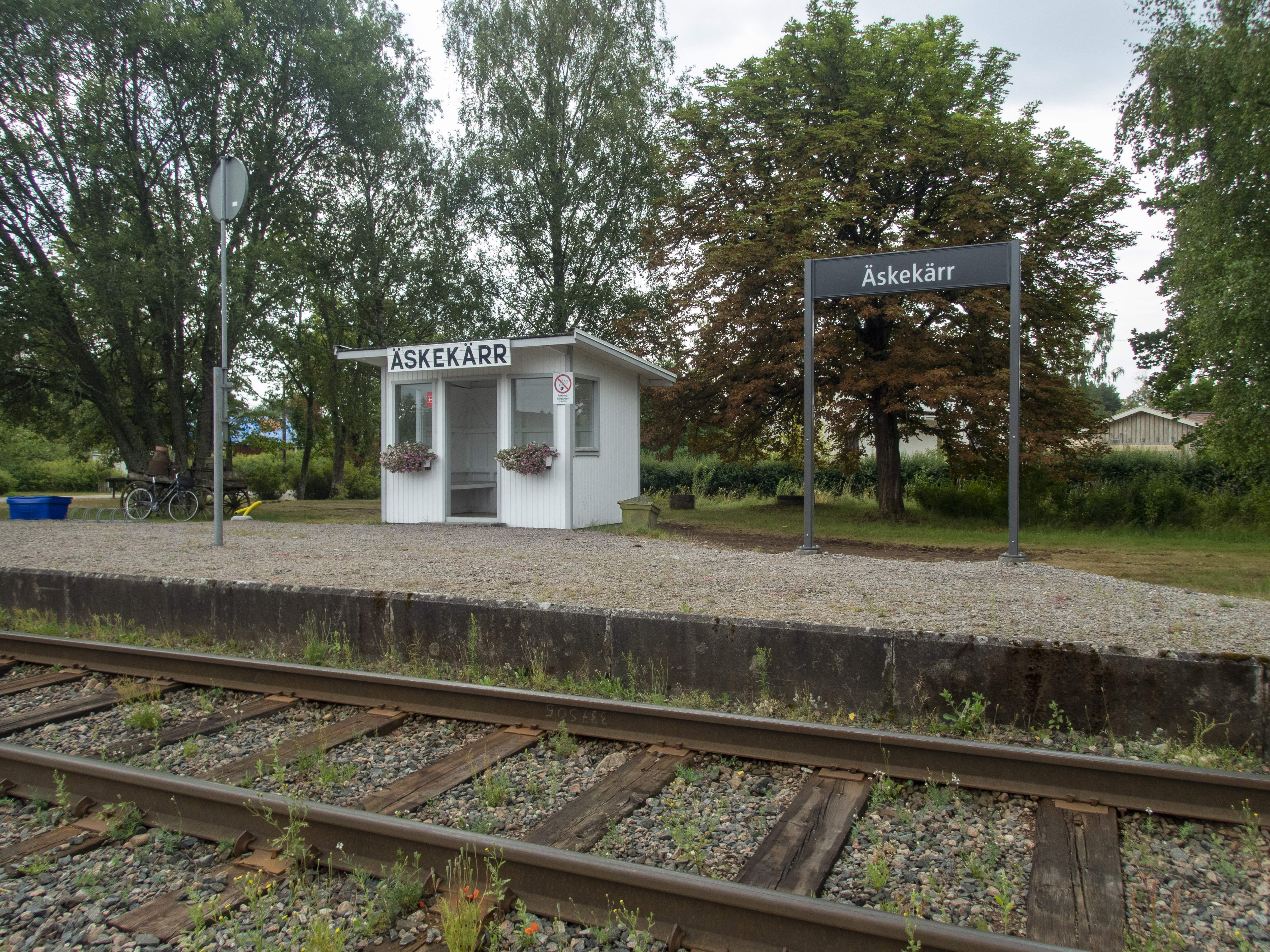
Äskekärrs hållplats

Äskekärr är en bebyggelse i Mariestads kommun.
När den smalspåriga järnvägen Mariestad–Kinnekulle Järnväg byggdes 1889, anlades en järnvägsstation i Äskekärr, mellan Svaneberg och Österäng. Stationen har senare rivits, men Kinnekulletåget har fortfarande en hållplats där på dagens normalspårsbana.
I Äskekärr har bygg- och anläggningsföretaget NCC:s dotterbolag Ballast en bergtäkt med en berg- och makadamkross. Fram till 2020 hade företaget där också en asfaltfabrik.